# Jamala
Susana Alimivna Jamaladinova (tártaro da crimeia: Susana Camaladinova; ucraniano: Сусана Алімівна Джамаладінова; russo: Суса́нна Алимовна Джамалади́нова; Osh, 27 de agosto de 1983), mais conhecida pelo nome artístico Jamala (Джамала), é uma multimídia ucraniana, que ganhou notoriedade após vencer o Eurovision Song Contest 2016 com a música "1944".

## Biografia
Susanna Jamaladinova nasceu em Osh, no Quirguistão, de um pai ucraniano,etnicamente tártaro da Crimeia, e uma mãe armênia. Seus ancestrais tártaros foram forçados a sair da Crimeia para a Ásia Central por Joseph Stalin, durante a Segunda Guerra Mundial. Após a independência da Ucrânia, sua família retornou para a Crimeia, onde ela estudou música. Em 2010, ela lançou seu primeiro single "You Are Made of Love", alcançando sucesso no país.
Em 2016, representou a Ucrânia no Festival Eurovisão da Canção com a música "1944", que se tornou a vencedora do certame e tornou-se um sucessso no continente europeu, atingindo as paradas em diversos países.

## Carreira
Jamala sempre gostou de música, desde sua infância. Ela fez sua primeira gravação profissional quando tinha nove anos, cantando 12 músicas infantis da Crimeia. Entrou na Faculdade de Música Simferopol e mais tarde se graduou na Academia de Música da Ucrânia (Tchaikovsky National Music Academy of Ukraine) como cantora de opera, porém preferiu seguir carreira na música pop.

### 2010–11:For Every Heart
A 14 de fevereiro de 2010, Jamala divulgou seu single de estreia “You Are Made of Love” de seu álbum de estreia. Ela lançou seu segundo single, “It's Me, Jamala” em 18 de outubro. Dia 23 do mês seguinte “Smile”, terceiro single. No início de 2011 ela participou das seletivas ucranianas para o Festival Eurovisão da Canção daquele ano com a canção “Smile”. A canção era uma das favoritas e Jamala conseguiu chegar à final, entretanto, mais tarde resolveu abandonar a competição. Em 12 de abril de 2011, lançou seu álbum de estreia For Every Heart pela gravadora Moon Records Ukraine.

### 2012–14:All or NothingandThank You
Em 8 de novembro de 2012 ela lançou “Ya Lyublyu Tebya” (russo: "Я Люблю Тебя", português: "Te Amo") como música de trabalho de seu segundo álbum de estúdio. Ela lançou “Hurt” como segundo single do álbum. “Kaktus” (ucraniano: “Кактус”; português: “Cacto” foi lançado em 6 de março de 2013 como terceiro e último single de seu segundo álbum de estúdio. O álbum All or Nothing foi divulgado em 19 de março de 2013 pela gravadora Moon Records Ukraine. Em 25 de setembro de 2014 ela lançou “Zaplutalas” (ucraniano: “Заплуталась”; português: “confusa”) como canção principal de seu primeiro EP Thank You, o EP foi lançado dia 1 de outubro de 2014 pela gravadora Enjoy Records.

### 2015–16:Podykhe Festival Eurovisão da Canção 2016

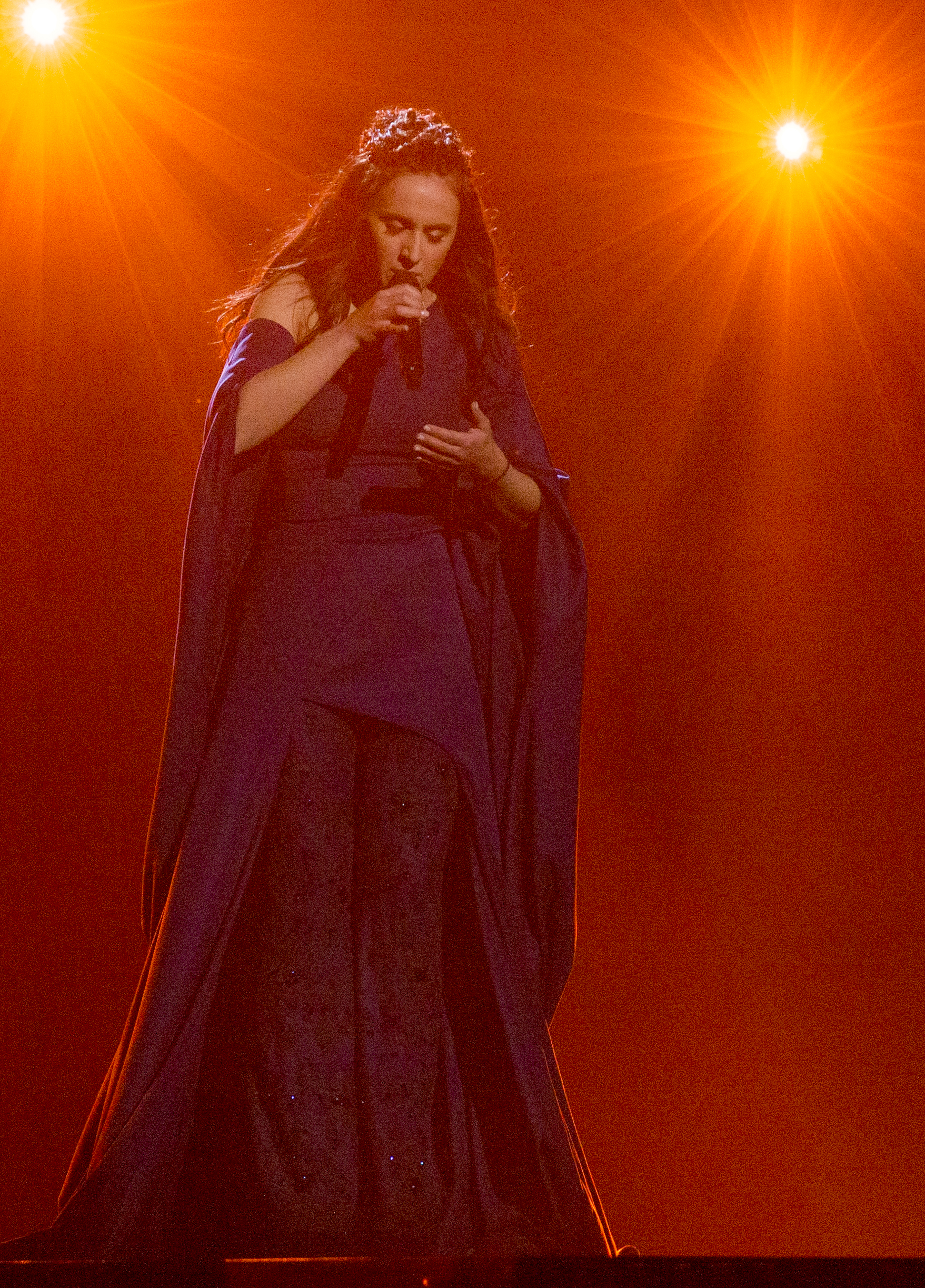
Festival Eurovisão da Canção 2016

Em 26 de março de 2015 Jamala lança a música “Ochyma” (ucraniano: “Очима”; português: “Olhos”) como primeiro single de seu terceiro álbum de estúdio. "Shlyakh dodomu" (ucraniano: “Шлях додому”, português: “a caminho de casa”) foi divulgada como segundo single de seu segundo álbum de estúdio em 18 de maio de 2015. Dia 15 do mês seguinte “Podykh” (ucraniano: Шлях додому; português: “respiração”) foi lançado como terceiro single de seu terceiro álbum. Seu álbum Podykh finalmente foi lançado em 12 de outubro de 2015 pela gravadora Enjoy Records.
Jamala representou a Ucrânia no Festival Eurovisão da Canção de 2016 com a canção “1944”. A canção trata da deportação dos tártaros da Crimeia durante a década de 1940 pela União Soviética. O tema fala particularmente sobre sua bisavó, que perdeu sua filha ao ser deportada para a Ásia Central e foi escrito pela própria Jamala em 2014. Na segunda semifinal do concurso, Jamala foi o 14.º ato a se apresentar classificando-se em segundo lugar para a grande final com 287 pontos do júri especializado e vencendo a votação popular, totalizando 152 pontos. A final ocorreu no dia 14 de maio de 2016, onde Jamala venceu o festival com 534 pontos.
A canção de Jamala foi considerada pela mídia russa e pelos legisladores como uma crítica à anexação russa da Crimeia em 2014 e à "guerra em curso entre Rússia e Ucrânia" em na Bacia do Donets. Depois de sua vitória, ela recebeu o título de Artista Popular da Ucrânia pelo presidente da Ucrânia, Petro Poroshenko. Em 17 de maio de 2016, Poroshenko anunciou que o Ministério ucraniano de Relações Exteriores nomearia Jamala para o Embaixador da Boa Vontade do UNICEF.

### 2017–2018:Holos Krainy
Em outubro de 2016 foi anunciado que em 2017 Jamala atuaria como técnica na versão ucraniana do talent show The Voice, Holos Krainy.

## Discografia
- For Every Heart (2011)
- Live At Arena Concert Plaza (DVD en directo, 2012)
- All or Nothing  (2013)
- Thank You (2014)
- Подих (2015)
- 1944 (2016)

## Filmografia
| Ano  | Canção                               | Director            |
| ---- | ------------------------------------ | ------------------- |
| 2009 | History Repeating                    | Alan Badoev         |
| 2010 | You're Made of Love + (em russo)     | Katya Tsarik        |
| 2010 | It's Me, Jamala + (em ucraniano)     |                     |
| 2011 | Smile                                | Max Ksjonda         |
| 2011 | Find me                              | John X Carey        |
| 2012 | Я люблю тебя (em russo)              | Sergei Sarakhanov   |
| 2013 | Кактус (in Russian)                  | Denis Zakharov      |
| 2013 | All These Simple Things              |                     |
| 2013 | Depends On You + (em russo)          | Viktor Vilks        |
| 2014 | Чому квіти мають очі? (em ucraniano) | Oles Sanin          |
| 2015 | Я заплуталась (em ucraniano)         | Tolik Sachivko      |
| 2015 | Иные (em russo)                      | Mykhailo Yemelianov |
| 2016 | Шлях додому (em ucraniano)           | Anna Kopylova       |

| Year | Title                            | Role        |
| ---- | -------------------------------- | ----------- |
| 2014 | The Guide                        | Olga        |
| 2014 | Alice's Adventures in Wonderland | Caterpillar |